# Петехија
Петехије су мала црвена тачкице по кожи или слузокожи груписане у плакове узрокована крварењем из малог крвног суда. За разлику од других ефлоресценција на кожи, петехије не бледе или не нестају када се притисну.  
Најчешћи узрок петехија је физичка траума, на пример, јаки напади кашља, повраћање и плач, што може довести до петехија на лицу, посебно око очију. У овим случајевима петехије су потпуно безопасне и обично нестају у року од неколико дана. Петехије могу бити знак тромбоцитопеније (низак број тромбоцита). Такође се може јавити када је функција тромбоцита инхибирана (као нежељени ефекат лекова или код одређених инфекција).
Петехије би увек требало детаљно сагледати како би се искључио неки од озбиљнијих узрока.

## Етиологија
Петехије се појављују када капилари или ситни крвни судови који повезују најмање делове  артерија са најмањим деловима вена. почну да крваре, пропуштајући крв у кожу. Неки од најчешћих  узрока који могу изазвати ово крварење, укључују: дуготрајно напрезање, употребу лекова, заразне болести, нека медицинска стања.
Петехијалне хеморагије су веома мале (0,1-2 мм)  колекције крви у кожи, склери , конјуктиви и испод серозних мембрана као што су плеура и перикард. 

### Физичка траума
Најчешћи узрок петехија је физичка траума као што су:
- Стезање,  гушење – петехије, посебно у очима, такође могу да се јаве када се врши прекомерни притисак на ткиво (на пример, када се подвез стави на екстремитет или код претераног кашљања или повраћања).

- Опекотине од сунца
- Gua Sha масажа

- Асфиксија

- Игра гушења

- Орални секс[3]

### Дуготрајно напрезање
Сићушне петехије на лицу, врату и грудима могу бити узроковане продуженим напрезањем током активности као што су кашаљ, повраћање, порођај и дизање тегова. Она могу довести до петехија на лицу, посебно око очију.

### Употреба лекова
Петехије могу бити резултат узимања неких врста лекова, укључујући: фенитоин (церебикс),  пеницилин, кинин (квалакин).

### Заразне болести
Петехије могу бити узроковане било којом од бројних гљивичних, вирусних и бактеријских инфекција, укључујући:
- инфекција цитомегаловирусом (ЦМВ).
- ендокардитис
- менингококемија
- мононуклеоза
- шарлахна грозница
- сепса
- Вирусне хеморагичне грознице

### Друга медицинска стања
Петехије такође могу бити узроковане неинфективним медицинским стањима. Примери укључују:
- васкулитис
- тромбоцитопенија
- леукемија
- скорбут (недостатак витамина Ц)
- недостатак витамина К

## Патофизиологија
Петехије се могу јавити из различитих патофизиолошких механизама који ометају сложен процес хемостазе. Тромбоцити, вон Вилебрандов фактор и коагулациона каскада су неопходни за хемостазу. Тромбоцитопенија, абнормална функција тромбоцита, дефекти вон Вилебрандовог фактора и дефицит фактора згрушавања могу довести до петехија.
Поремећај нормалног васкуларног интегритета, као што се јавља код повреде ендотела као резултат инфекције или упале, може изазвати петехије. 
Механички узроци, као што су трауме или повећани интраваскуларни притисак услед кашљања или повраћања, такође могу изазвати петехије и пурпуру овим механизмом.
Интринзично абнормалне васкуларне компоненте, као што су дефекти колагена код поремећаја везивног ткива , могу довести до ових лезија, док се пурпура фулминанс обично јавља у окружењу бактеријске сепсе и дисеминиране интраваскуларне коагулопатије (ДИЦ).
Иако се често користе као подршка дијагнози асфиксије, петехије се могу појавити у многим  стањима, укључујући оне без значајне хипоксије. Дављење са гушењем је добар пример ситуације у којој се налазе обимне петехијалне хеморагије у горњем делу тела, глави и лицу.  Иако је остатак тела подложан истом степену хипоксије, нема петехија, а петехије се не налазе на деловима коже стиснутим под уском одећом. Ово сугерише да је васкуларно загушење предуслов за формирање ових ситних крварења. Када су петехије узроковане другим узроцима осим венске напуњености, као што су циркулишући токсини код сепсе, или коагулопатије код хематолошких поремећаја њихова дистрибуција је генерализована и није локализована.
Петехије могу бити узроковане и руптуром периферних венула танких зидова услед акутног пораста венског притиска, међутим, у овај процес укључени су и други узрочни механизми. Појава петехија у очним капцима и серозним мембранама вероватно је резултат мање околног периваскуларног потпорног ткива.  Време потребно за формирање петехија је неизвесно, иако се у стандардним текстовима наводи најмање 15–30 секунди.

### Петехије после смрти
Петехије се могу развити након смрти у одређеним деловима тела, нпр. ако рука виси преко ивице кревета. Петехије се такође могу променити у броју и изгледу након смрти, под утицајем положаја тела и степена ливидности. Они су најчешће документовани у природној смрти (39,2%), са највећом инциденцом у случајевима кардиоваскуларних болести, затим удушења, повреда главе и поремећаја централног нервног система.
Ову врсту петехија изазива гравитација и изражено интраваскуларно загушења и притисак који резултује  механичким пуцањем малих крвних судова. Ако петехије постају веће или конфлуентне, називају се екхимозе.
Цијаноза је, наравно, неспецифична и узрокована је смањењем количине хемоглобина. Зато цијаноза не постаје видљива све док се хемоглобин не смањи на најмање 5 грама.

## Значај
Петехије код одраслих увек треба брзо истражити. Могу се јавити као васкулитис, запаљење крвних судова, које захтева хитан третман како би се спречило трајно оштећење.  
Нека злоћудна стања такође могу изазвати појаву петехија.  
Значај петехија код деце зависи од клиничког контекста у коме се јављају. Оне могу бити повезани са вирусним инфекцијама и, у овом случају, нису нужно знак озбиљне болести. Међутим, када су повезани са другим поремећајима, оне могу указивати на потенцијално озбиљне болести, као што су менингококемија, леукемија или неки облици тромбоцитопеније.  

### Значај петехија у форензичкој науци
Докази о присуству петехија на жртви може помоћи полицијским истражитељима да докажу случај. У том смислу полицијски истражитељи често  користе петехије при утврђивању да ли је гушење било део напада или неке болести. Петехије које настају као резултат дављења могу бити релативно ситне и светле до веома светле и изражене. Иако се петехије као последица криминалних радњи се могу видети на лицу, на беоњачи ока или на унутрашњој страни очних капака, требало би имати у виду да се петехије на лицу и коњуктиви (очима) често нису повезане са гушењем или хипоксијом, веч са неким акутним и хроничним болестима.